# Коллокация (лингвистика)
Коллокация — словосочетание, имеющее признаки синтаксически и семантически целостной единицы, в котором выбор одного из компонентов осуществляется по смыслу, а выбор второго зависит от выбора первого (например, ставить условия — выбор глагола ставить определяется традицией и зависит от существительного условия, при слове предложение будет другой глагол — вносить).
К коллокациям также обычно причисляют составные топонимы, антропонимы и другие часто совместно употребляемые именования (например, крейсер «Аврора», завод имени Кирова).
Другое наименование того же явления — устойчивые, или фразеологические словосочетания, N-граммы.

## Свойства
В отличие от идиом (подложить свинью, темна вода во облацех и т. п.) коллокации широко распространены, без них невозможно говорить ни на одном языке.
Слово, которое сохраняет своё значение, называется ключевым, или свободным компонентом: слово влияние в оказывать влияние, слово смысл в сочетании глубокий смысл. Свободный компонент порождается по обычным правилам порождения речи: подбирается по значению в зависимости от выражаемого смысла. Слово, выбор которого определяется традицией, зависит от ключевого компонента и должен храниться в памяти (в словаре), называется несвободным компонентом. Для того, чтобы выбрать правильный глагол при слове влияние, необходимо не только представлять, какой смысл нужно выразить (смысл «делать»), но и помнить (или узнать из словаря), что это глагол оказывать, а не делать, не производить, не создавать.
Большая часть коллокаций выражает ограниченное количество стандартных смыслов, названных в модели «Смысл — Текст» лексическими функциями: оказывать влияние — это функция Oper, глубокое потрясение — Magn и т. п.

## Классификация коллокаций
Коллокации по синтаксически главному слову делятся на:
- глагольные (оказать влияние, внести изменения, идет дождь);
- именные (высокая температура, рост влияния).

Коллокации также могут классифицироваться в зависимости от функционального стиля, в котором они употребляются. Большинство коллокаций — книжные: научные (вести исследования), официально-деловые (выносить приговор), газетно-публицистические (энтузиазм охватил). Но есть и разговорные (нести ерунду, молоть чушь).
По лексическому составу коллокации делятся на:
- Несоставные
- Незаменяемые
- Неизменяемые

У несоставных коллокаций смысл полностью отличается от её составных частей. Это, как правило, идиомы и идиоматические выражения. Например, дать дуба, наставить рога и пр.
Незаменяемые коллокации не допускают синонимическую замену одного слова другим. В этот класс входят устойчивые обороты и метафоры. Например, белое вино нельзя заменить на прозрачное вино или жёлтое вино и пр.
Неизменяемые коллокации содержат жёсткие связи между словами, не разрешающие их изменять с помощью дополнительной лексики или замены грамматической функции. Например, сердце в пятки не заменить на сердце в пятку, а (ходить) вокруг да около — на (ходить) вокруг дома да около.
Ещё одна классификация коллокаций — на разрывные и неразрывные. В разрывные коллокации могут попадать второстепенные слова (жизнь кипит и жизнь его кипит, жизнь его постоянно кипит и пр.).

## Методы
Коллокации выявляются при лексическом анализе текста. Статистические методы, отмечающие частоту совместного употребления, могут помочь их обнаружить в весьма малой степени. Некоторые статистические методы получения коллокаций:
- Частотные методы (обычно используются с частеречным фильтром англ. POS-filter)[1].
- Подсчёт среднего значения и дисперсии (для поиска разрывных коллокаций)[2].
- C-value — показывает устойчивость коллокаций[3].
- Методы, основанные на теореме Байеса.
- Т-критерий (или критерий Стьюдента)[4].
- Критерий Хи-квадрат[5].
- Метод отношения правдоподобия[6].
- Взаимная информация (MI & PMI)[7][8].